# Gelasma insignipecten
Gelasma insignipecten là một loài bướm đêm trong họ Geometridae.